# 高田淳 (俳優)
高田 淳（たかだ じゅん、1980年8月11日 - ）は、日本の俳優である。
埼玉県出身。身長180cm。血液型O型。
「高田」で表記されることが多いが、正式には「髙田」（本人のサインも「髙田」）

## 略歴
- 2003年、松濤アクターズギムナジウム 俳優部基礎科修了
- 2003年より毎年、NODAMAP高都幸男によるワークショップに参加
- 2003年から2005年、アクション塾にて現代アクション・時代殺陣を学び、舞台を中心に活動する。
- 2017年、事務所ドルチェスターを退所。
- 2019年、株式会社PFH Entertainment所属。

## 人物
- 趣味・特技は、殺陣/バスケットボール/水泳。学生時代は水泳部に所属。
- 謎解きや脱出ゲームが好きで、自身で謎解き公演を催すほどである（2016年5月 劇団6番シード番外公演 高田淳プレゼンツ『6Cイベントからの脱出』）。

## 出演

### テレビドラマ
- フジテレビ『トレース 〜科捜研の男〜 EPISODE 9（2019年3月4日放送）』上田真治 役
- テレビ朝日「おっさんずラブ-in the sky-」第7話（2019年12月14日）警備員 角貝士郎 役
- テレビ朝日 『BG〜身辺警護人〜』（2020年6月18日 - 7月30日放送）KICKSガード 役
- フジテレビ『教場II』（2021年1月3日、4日）本田副教官 役
- Hulu「まんたろうのラジオ体操」（2022年2月18日 - ）社会学者 役

### 舞台
2003年
- dreambullet『夏の夜の夢』、2作同時公演『カノン』

2004年
- dreambullet『ハムレット』高円寺 明石スタジオ
- rorian55?『法王庁の避妊法』阿佐ヶ谷アルシェ
- ロリアン『TRANS』

2005年
- rorian55?『ソープオペラ』アイピット目白
- 演劇集団アクターズワード『ヴァンパイア』

2006年
- rorian55?『ノイズ・オフ』
- SwankyRider『花嫁を逃がす』ウエストエンドスタジオ
- X-QUEST『EVE』アイピット目白
- X-QUEST『剣狼』東京芸術劇場
- てにどう『お悩みはご一緒に！！』シアターグリーン BIG TREE THEATER

2007年
- InnocentSphere『獅子吼〜シンハ・ナーダ』紀伊國屋サザンシアター
- X-QUEST『金と銀の鬼』シアターVアカサカ
- てにどう『ディア・パーブロヴィチ』中野 ザ・ポケット

2008年
- rorian55?『えっと、おいらは誰だっけ？』中野 ザ・ポケット
- SwankyRider『ホーンテッドアパート』中野ザ・ポケット
- X-QUEST『森の風子』シアターアプル
- X-QUEST『狼少女ダルマ〜日出処の天女』池袋あうるすぽっと
- キラリ☆ふじみの創る芝居『大恋愛〜3人の演出家によるロミオとジュリエット』

2009年
- NODA・MAP『パイパー』シアターコクーン
- SwankyRider『ホーンテッドアパート』中野 ザ・ポケット
- X-QUEST『七人の息子』北千住1010ミニシアター
- 三日月湊『唇に聴いてみる』池袋GEKIBA
- 電動夏子安置システム『深情さびつく回転儀』サンモールスタジオ

2010年
- X-QUEST『悪ノ娘〜凄艶のジェミニ』東京芸術劇場 小ホール2
- X-QUEST『演戯王』吉祥寺シアター
- X-QUEST『七人の息子』北千住1010ミニシアター
- アシカ『カノン』大塚 萬劇場
- ラフメーカー『OH MY GOD』シアターグリーンBOXinBOX THEATER
- 電動夏子安置システム『PerfomenV』中野 ザ・ポケット

2011年
- X-QUEST『ムサ×コジ』北千住1010ミニシアター
- X-QUEST『金と銀の鬼』北千住1010ミニシアター
- ラフメーカー『黄金時間』シアターグリーンBOXinBOX THEATER
- 電動夏子安置システム『PerfomenVI』吉祥寺シアター

2012年
- X-QUEST『ムサ×コジ ハイパー』シアター1010ミニシアター
- X-QUEST『七人の白雪姫〜同時上映 七人の桃太郎』吉祥寺シアター
- ラフメーカー LotNum007 『ユリコレクション』池袋シアターグリーンBOX in BOX THEATER
- 企画演劇集団ボクラ団義『ハンズアップ』シアターKASSAI
- 電動夏子安置システム 第27回公演『まだ悪だくみをしているのね』シアターKASSAI
- 電動夏子安置システム『君には頭がさがる』シアターグリーンBASE THEATER

2013年
- X-QUEST『ブルーアップル』池袋シアターグリーンBIG TREETHEATER
- X-QUEST『ミハルの人魚─戦慄の人間ミキサー！─』下北沢 駅前劇場
- アトリエ春風舎プロデュースvol.5『ブラック・サバンナ』アトリエ春風舎
- ラフメーカー Lot Num.008『君ゆきて 月に叢雲 花に風』シアターグリーンBOX in BOX
- ラフメーカー LotNum009『折神』中野 劇場HOPE
- 企画演劇集団ボクラ団義『さよならの唄』六行会ホール
- 電動夏子安置システム シアターグリーン3劇場同時公演
  - 第28回公演「檻の中にいるのはお前の方」BASE THEATER
  - 第29回公演「机の上ではこちらが有利」BOX in BOX THEATER
  - 第30回公演「随分と線引きの甘い地図」BIG TREE THEATER
- X-QUESTシアターVol.1 下北沢亭
- X-QUESTシアターVol.2 下北沢亭

2014年
- X-QUEST2014 WINTER PERFOMANCE『ブラック西遊記〜Steppin'into Your Darkside World〜 』王子小劇場
- X-QUESTシアターVol.3 下北沢亭
- X-QUEST 2014 SUMMER PERFORMANCE『ベニクラゲマン〜実験都市マーベラスの逆襲〜』王子劇場
- X-QUESTシアターVol.4 絵空箱
- X-QUEST2014 WINTER PERFORMANCE2『ミラージュ・イン・スチームパンク─最終兵器ピノキオ、その罪と罰─』王子小劇場
- 空飛ぶ猫☆魂#3『I LOVE LIFE』小劇場B1
- 世田谷シルク『美しいヒポリタ（再演）』吉祥寺シアター
- 舞台版『天誅』シアターサンモール
- X-QUESTシアターVol.5 下北沢亭
- ホチキス定食vol.1『マスターズラン』劇場MOMO（日替わりゲス ト）

2015年
- 『独りぼっちのブルース・レッドフィールド』シアターサンモール
- X-QUEST 2015 SUMMER PERFORMANCE『金と銀の鬼ーチェインソウルー』王子小劇場
- 企画演劇集団ボクラ団義『時をかける206号室』シアターグリーンBIG TREE THEATER
- 劇団6番シード第60回公演『ふたりカオス〜黄色いハンマーを持った女と花瓶を頭に乗せた男〜』シアターKASSAI
- X-QUEST 2015 WINTER PERFOMANCE『義経ギャラクシー〜銀河鉄道と五条大橋の999〜』王子小劇場
- 電動夏子安置システム第32回本公演『モナークス、王を縛る』下北沢駅前劇場
- X-QUESTシアターVol.6 下北沢亭

2016年
- ディー・コンテンツ プロデュース公演 『レプリカ』[4]笹塚ファクトリー
- 2016 Pay it Forward Project 第一回主催公演 舞台『ヨミガエラセ屋』新宿村LIVE
- X-QUEST 2016 SPRING PERFORMANCE『神芝居〜アリス・イン・ギガニッポンノワンダーランド〜』王子小劇場
- ＡＣＲＡＦＴ『The Fiend with Twenty Faces 幻燈の獏』シアターKASSAI
- PMC野郎『うちの犬はサイコロを振るのをやめた』（7月27日、シアターサンモール）日替わりゲスト[5]
- DMF/ENG提携公演『SLeeVe-RefRain』[6]六行会ホール
- 劇団6番シード『Life is Numbers』中野 ザ・ポケット
- X-QUEST 2016 AUTUMN PERFORMANCE『最終兵器ピノキオ、その罪と罰』シアターサンモール
- 企画演劇集団ボクラ団義 vol.18『今だけが 戻らない』（11月16日 - 23日、CBGKシブゲキ!!）[7]
- 第4回 SANETTY Produce『ロストマンブルース』中野・テアトルBONBON
- X-QUESTシアターVol.7 下北沢亭

2017年
- ディー・コンテンツプロデュース公演『Re:call』中野 ザ・ポケット
- X-QUEST 2017 WINTER PERFORMANCE『ファントム・ビー』下北沢駅前劇場
- ぐりむの法則 『ソウサイノチチル』新宿村LIVE
- ミュージカル『悪ノ娘』（6月4日 - 11日、あうるすぽっと）[8]
- 『イムリ』（7月26日 - 31日、俳優座劇場） - ババド 役 他[9]
- 『イリクラ〜Iridescent Clouds〜』シアターグリーンBIG TREE THEATER（8月12日 日替りゲスト）
- X-QUEST 2017 AUTUMN PERFORMANCE『愛だ』新宿村LIVE
- 大神拓哉の一人芝居『Vivid Cafe』新宿スターフィールド（10月29日 日替わりゲスト）
- DMF/ENG提携公演 vol.3『クレプトキング』[10]六行会ホール
- X-QUESTシアターVol.8 下北沢亭

2018年
- ホチキス20周年記念公演第4弾『妻らない極道たち』（1月25日 - 2月4日、あうるすぽっと）[11]
- X-QUEST 2018 SPRING PERFORMANCE『義経ギャラクシー ─銀河鉄道と五条大橋の999─』（3月8日 - 11日、北とぴあつつじホール）[12]
- PMC野郎『R老人の終末の御予定』（4月18日 - 23日、シアターKASSAI）[13]
- ＬＩＶＥＤＯＧプロデュース公演『ファントム・チューニング外伝〜調霊探偵・四十万六九六の伝承譚〜』新宿村LIVE
- DMF/ENG提携公演 『クレプトキング』DVDBlu-ray発売記念イベント 「盗まれた心、思い出せ！」阿佐ヶ谷ロフト
- ENG『山茶花』[14]シアターグリーンBIG TREE THEATER
- @ emotion presents Expression vol.8 茶 『Mad Journey』築地ブディストホール
- DMF／ENG提携公演vol.4『メイカ 魔女と幕末の英雄』[15]シアターサンモール
- X-QUEST 2018 AUTUMN PERFORMANCE 『四天王〜エレメンタルフィクサー〜』シアターサンモール
- 劇団C２『Today is Fineday 2018』 BOX in BOX THEATER
- 劇団6番シード25周年記念公演第三弾、第67回公演 『劇作家と小説家とシナリオライター』A日程（11月21日 - 28日）出演 シアターKASSAI
- ENG『山茶花』DVD Blu-ray発売記念イベント 「笑顔」 阿佐ヶ谷ロフト
- バンタムクラスステージ2018公演 『クロッシング・クリスマス・クリアランス（完全版）』新宿村LIVE

2019年
- オメガ東京オープニングフェスティバル X-QUESTシアター『エクスクエストの三銃士vs真・四天王!?』オメガ東京
- PMC野郎 『死が二人を分かつまで愛し続けると誓います』『二度目の蝶々は遠回りして帰る』（1月17日 - 29日、シアターKASSAI）[16]
- DMF／ENG提携公演『メイカ 魔女と幕末の英雄』DVD Blu-ray発売記念イベント「おもしろきこともなき夜におもしろく」阿佐ヶ谷ロフト
- 刀屋壱『第8回殺陣イベント 仁〜Jin〜』中目黒TRY
- 劇団CATMINT#15『所以〜ill luck syndrome〜』赤坂RED/THEATER
- 劇団６番シード『劇作家と小説家とシナリオライター』ＤＶＤ完成イベント ザ☆キッチンNAKANO
- X-QUEST “TRICOLOR STAR”（ RED WHITE BLUE ☆）『なにもない空間の男』（主演）『新説・金と銀の鬼〜リング』『青いザクロ─ベニクラゲマンの憂鬱』（6月15日 - 26日、花まる学習会王子小劇場）[17]
- amipro『舞台「アオアシ」』（7月11日 - 15日、シアター1010） - 佐竹晃司 役[18]
- DMF/ENG提携公演vol.5 『LAST SMILE -ラストスマイル-』（8月23日 - 9月1日、シアターグリーンBIG TREE THEATER）[19]
- Bobjack Theater vol.24『ノッキン オン ヘブンズ ドア』上野ストアハウス
- X-QUEST 2019 WINTER PERFORMANCE 『三獣士 ──ヴァリアント・マスケティアーズ──』シアターサンモール

2020年
- 電動夏子安置システム第42回本公演 『Simulacra（シミュラクラ）』（2月19日 - 24日、赤坂RED/THEATER）[20]
- UDA☆MAP ＋PLUS Vol.2『ホテルニューパンプシャー206』キーノートシアター
- DMF/ENG第7回提携公演 『ハイドクナイフ』（10月7日 - 11日、六行会ホール）[21]
- X-QUEST 2020 AUTUMN PERFORMANCE 『 ブラック西遊記〜ステッピン・イントゥ・ユア・ダークサイド〜 』シアターサンモール
- ENG第12回公演 『ほんとうにかくの？』[22]シアターグリーンBIG TREE THEATER
- ピーズラボ 『ジャングルジャングル2』12月15日【配信】

2021年
- インサイドシアター『オンライン・パパラッチ』1月16日【配信】
- 舞台『刀剣乱舞』无伝 夕紅の士 -大坂夏の陣-（4月11日 - 6月27日、IHIステージアラウンド東京）アンサンブル[23]
- X-QUEST『1weekクエスト』5月24日 - 30日『モノノケオウジ』5月31日【配信】
- ピーズラボ『ジャングルジャングル4』7月10日【収録・配信】
- ENG夏のイベント祭 9日『「ほんとうにかくの？」イベント』10日『「ハイドクナイフ」イベント』11日『オープニングダンス祭』12日『ENGプレゼンツ舞台ドラフト会議』15日『「クレプトキング 月を見ていたかった兎」先行イベント』シアターKASSAI
- ピーズラボ『ジャングルジャングル5』短編『闇を繰る系』9月18日 - 20日 インプロバトル9月17日、20日【配信】
- DMF/ENG提携公演 vol.6『クレプトキング 月を見ていたかった兎』[24] 2021年10月29日 - 11月7日 全16回公演 池袋シアターグリーンBIG TREE THEATER
- ピーズラボ『ジャングルジャングル６』12月12日『尋問』『インプロバトル』コフレリオ新宿シアター
- Bobjack Theater vol.26『ロング・グッドバイ〜ノッキンオンアナザードア〜』シアターKASSAI

2022年
- @ emotion presents RExpression Vol.1 桃『ももがたり』シアターグリーンBIG TREE THEATER
- ホチキス『うらめしブギ』3月18日アフタートーク
- amipro『舞台「アオアシ」』（5月18日 - 22日、こくみん共済 coop ホール／スペース・ゼロ） - 佐竹晃司 役[25]
- ピーズラボ『ジャングルジャングル7』5月26日 - 27【日【配信】
- 劇団壱劇屋6月公演『猩獸2022』6月3日 アフタートーク 中野ザ・ポケット
- ポップンマッシュルームチキン野郎「コチラハコブネ、オウトウセヨ」（12月22日 - 28日、王子小劇場）[26]

2023年
- 壱劇屋東京支部「Pickaroon!〜ピカルーン〜」（6月24日 - 7月2日、すみだパークシアター倉）[27]
- ENG第18回公演『gagap』[28]（2023年11月22日 - 11月26日、全8公演、シアターグリーンBIG TREE THEATER）

2024年
- Last Stage『売春捜査官』（1月17日、シアターKASSAI）[29]
- 舞台『スパイ教室』（1月20日 - 28日、博品館劇場）[30]
- ENG10周年記念公演「『ROG〜新選組寄留記〜』（3月20日 - 24日、六行会ホール） - 伊東甲子太郎 役[31][32]
- アメツチ公演『アテルイ』（10月9日 - 13日、こくみん共済 coop ホール／スペース・ゼロ） - 百済王俊哲 役[33]
- X-QUEST 2024 WINTER PERFORMANCE『色彩組曲〜七人の息子と灰色夜想曲〜』（12月18日 - 22日、王子小劇場）[34]

2025年
- 劇団壱劇屋 東京支部『WIREINSATS-ヴィアインザッツ-』（7月10日 - 13日、こくみん共済 coop ホール／スペース・ゼロ）[35]
- 探偵東堂解の事件録 -大正浪漫探偵譚-（9月20日 - 28日〈予定〉、すみだパークシアター倉）[36]

2026年
- 劇団アレン座プロデュース 舞台 『TOU -REBUILD-』（2026年1月13日 - 20日、IMAホール）[37]

### 映画
2020年
- 劇団6番シード×自主制作映画チームProjectYamaken『ディープロジック』 - ジュン役